# Schneekappenkolibri
Der Schneekappenkolibri oder Schneekrönchen (Microchera albocoronata) ist eine Vogelart aus der Familie der Kolibris (Trochilidae). Das Verbreitungsgebiet umfasst Teile von Panama, Costa Rica und Honduras. Der Bestand wird von der IUCN als nicht gefährdet (Least Concern) eingeschätzt.

## Merkmale

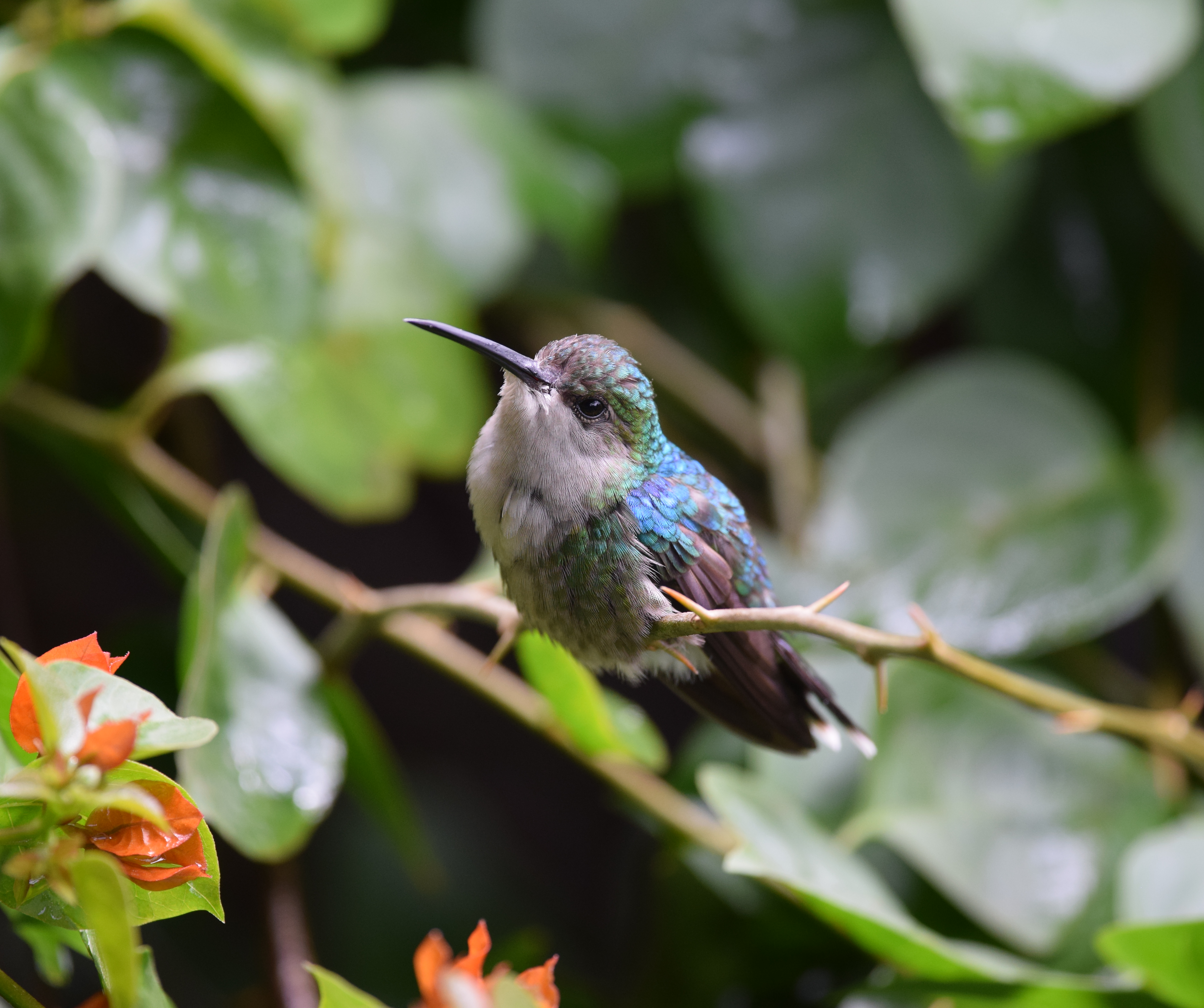
Schneekappenkolibri ♀

Der Schneekappenkolibri erreicht bei einem Gewicht von ca. 2,5 Gramm eine Körperlänge von etwa 6 bis 6,5 Zentimeter. Der kurze gerade Schnabel und die Füße sind schwarz. Die Männchen haben einen weißen Oberkopf. Der Rest der Oberseite ist rötlich violett, welches am Bürzel am hellsten ist. Die Unterseite ist schwarz mit einer Grün-Tönung an der Kehle sowie einer Violett-Tönung am Rest. Der Schwanz ist überwiegend weiß, nur das äußere Drittel ist schwarz. Die zentralen Steuerfedern sind bronzefarben, die Oberseite der Weibchen ist grün. Die Unterseite ist gleichmäßig gräulich weiß. Der Schwanz ist ähnlich wie bei den Männchen, doch sind die Federn von engen weißen Flecken durchzogen.

## Verhalten
Bei der Futtersuche bewegen sie sich normalerweise in den unteren und mittleren Straten. Hier fliegen sie blühende Hecken und Bäume entlang von Waldrändern an, seltener auch im Waldinneren. Dabei fliegen sie Rötegewächse aus der Gattung  Warszewiczia oder Hamelia, Mimosengewächse aus der Gattung Inga oder Pithecellobium, Kürbisgewächse aus der Gattung Gurania, Norantea sowie Cavendishia aus der Familie der Heidekrautgewächse an. Zwar fallen die Männchen durch ihren signifikanten weißen Oberkopf deutlich auf, doch scheinen Weibchen und immature Exemplare in der Überzahl. Beide Geschlechter bewegen gerne den Schwanz hin und her. Die Männchen sind sehr aggressiv und territorär gegenüber anderen Schneekappenkolibris, sind aber meist anderen größeren Kolibris unterlegen.

## Fortpflanzung
Als Nest bauen sie einen winzigen Kelch aus Baumfarnfasern, Laub und Spinnennetzen. Das Nest wird dann mit Moos und Flechten verziert. Dieses bauen sie auf den unteren Zweigen von Bäumen oder von Ranken, die von größeren Bäumen in 1,7 bis 3 Meter Höhe herunterhängen. Die Brutzeit ist von Januar bis Mai. Während der Brutzeit singen die Männchen auf Ästen in Höhen zwischen 4 und 8 Metern. Dabei kommt es zu gelegentlichen Verfolgungsjagden und Kämpfen. Sie brüten gerne auf der karibischen Seite in Höhenlagen zwischen 300 und 800 Metern, gelegentlich sogar bis 1000 Meter.

## Lautäußerungen
Der Ruf klingt wie sanftes, hellklingendes und trockenes tsip. Bei aggressiver Interaktion kann dies in sirenhaften Tönen und Zwitschern übergehen. Die Männchen geben ein sanftes knatterndes und trillerndes Medley von tsew, tttt-tsew oder tsip-tsi tsippy tsippy tsippy tsip-tik tsew Lauten von sich.

## Verbreitung und Lebensraum

Verbreitungsgebiet des Schneekappenkolibris

Schneekappenkolibris halten sich außerhalb der Brutzeit bevorzugt in den Tiefebenen auf, wandern aber teils in Höhenlagen bis zu 1400 Meter. Am häufigsten findet man sie in Costa Rica in der Cordillera Central, seltener in der Cordillera de Talamanca. Gelegentlich finden sie ihren Weg in die Cordillera de Guanacaste in der Provinz Guanacaste. Zumindest im März sind sie im Nationalpark El Copé anzutreffen. Berichte über Vorkommen gibt es aus dem extremen Westen der Provinz Chiriquí am Cerro Pando, an beiden Hängen der Cordillera del Chucu in der Provinz Veraguas, in der Provinz Colón und im Nationalpark Altos De Campana.

## Unterarten
Bisher sind zwei Unterarten bekannt:
- Microchera albocoronata albocoronata (Lawrence, 1855)[4] – Die Nominatform kommt im westlichen zentralen Gebiet Panamas vor.
- Microchera albocoronata parvirostris (Lawrence, 1865)[5] – Die Unterart kommt vom Süden Honduras bis nach Costa Rica vor.

## Etymologie und Forschungsgeschichte
George Newbold Lawrence publizierte den Schneekappenkolibri unter dem Namen Mellisuga albo-coronata. Das Typusexemplar wurde von Joseph King Merritt in der Provinz Veraguas in der damaligen Republik Neugranada gesammelt. Im Jahr 1858 führte John Gould mit der Lieferung 16 seiner Kolibritafeln die neue Gattung Microchera ein. Dieser Name setzt sich aus den griechischen Worten »mikros « für »klein« und »chēra χηρα« für »Witwe« zusammen. Der Artname »albocoronata« setzt sich aus dem lateinischen »albus« für »weiß« und »coronatus« für »gekrönt« zusammen. Schließlich ist »parvirostris« ein lateinisches Wortgebilde aus »parvus« für »klein« und »-rostris, rostrum« für »-schnäblig, Schnabel«.